# Década de 1120 a.C.

## Eventos

### Ocidente
- 1126 a.C. — Timetes, lendário rei de Atenas, morre sem deixar herdeiros após um reinado de oito anos. É sucedido por seu herdeiro designado Melanto de Pilos, um descendente da quinta geração de Neleu, que alegadamente lhe ajudou na batalha contra os beócios.
- c. 1120 a.C. — Destruição de Troia.

### Extremo Oriente
- 1122 a.C. — Lendária emigração de Gija para Gojoseon.
- 1122 a.C. — A Dinastia Chou foi fundada.

## Nascimentos
- 1120 a.C. — Melloch de Merick, líder do vilarejo de Merick.

## Mortes
- 1127 a.C. — Ramessés VIII, faraó da XX dinastia egípcia.